# Генеративна музика
Генеративна музика (англ. Generative music) - напрямок музичної творчості, в основі якого лежить використання алгоритмів, а також прагнення досягти мінливості в художньому результаті. Термін отримав поширення завдяки британському музиканту-електроннику Браяну Іно, який у співпраці з компанією SSEYO 1996 року випустив програму Koan, призначену для створення "генеративної музики", а також цикл з 12 композицій "Generative Music 1 with SSEYO Koan software", створених цією програмою.  

## Теорія
Дослідник Р. Вуллер видяліє 4 напрямки розвитку генеративної музики.
Лінгвістичний/структурний
Використовує алгоритми, що націлені на генерацію структурно-зв'язного матеріалу, спираючись на досягнення Генеративної граматики (Чомскі 1956) а також музикознавчі розробки Фреда Лердала і Рея Джекендоффа (Lerdahl and Jackendoff 1983). Алгоритми використовують структуру дерева.
Інтерактивний/поведінковий
Музика породжується системою, що нібито не має входів, і характеризується як "нетрансформовувальна" (not transformational. Як приклад наводиться Generative Music 1 [Архівовано 13 липня 2011 у Wayback Machine.] Браяна Іно.
Креативний/процедурний
Процеси створення музики розробляються або ініціюються композитором. Як приклад наводиться
It's Gonna Rain Стіва Райха і In C Террі Райлі. 
Біологічний/послідовний
Недетермінована музика (Biles 2002), або музика, що яку не можна відтворити (Dorin 2001). Автори цієї ідеї порівнюють роботу композитора з тваринниками, що займаються виведенням нових біологічних видів. Як приклад наводиться "Вірусна симфонія" Йозефа Нехватала - композиція напрямку нойз, в якій було використано моделі розмноження вірусів.

## Програмне забезпечення
Для створення генеративної музики було розроблено різноманітне програмне забезпечення, зокрема:
- SSEYO [Архівовано 13 липня 2011 у Wayback Machine.] Koan Pro (1994–2007), використовував Браян Іно.
- Intermorphic's Noatikl [Архівовано 18 травня 2011 у Wayback Machine.] (2007), продовжив здобутки Koan..
- Intermorphic's Mixtikl [Архівовано 18 травня 2011 у Wayback Machine.] (2004), є версії що підтримуються: iPhone / iPod Touch, Mac OS X,  Windows, Windows Mobile.
- FractMus, розробник - Gustavo Díaz-Jerez, генерація в реальному часі.
- Nodal (2007–present), графічний генератор MIDI- послідовностей (для Mac OS X і Windows)
- Bubble Harp розроблений у 1997-2011 роках для  iPad, iPhone, і iPod Touch.
- Bloom (2008) для iPhone і iPod Touch.
- Karlheinz Essl's sound environments fLOW [Архівовано 26 вересня 2010 у Wayback Machine.] (1998–2004) і  SEELEWASCHEN [Архівовано 17 травня 2011 у Wayback Machine.] (2004)
- Metascore [Архівовано 27 квітня 2011 у Wayback Machine.] (2008).
- MusiGenesis [Архівовано 13 квітня 2022 у Wayback Machine.] (2005).
- Lauri Gröhn has developed Synestesia генерує MIDI-файли з фотографій.
- Kepler's Orrery [Архівовано 9 листопада 2020 у Wayback Machine.], використовує гравітаційні моделі, сумісний з  iPhone.

## Проекти генеративної музики в Україні
В Україні генеративна музика вперше була представлена на академічній сцені в проекті EM-VISIA 2011 року в рамках фестивалю Форум музики молодих під керівництвом композиторки Алли Загайкевич. Програмне забезпечення було застосовано для створення нотного тексту, натомість його озвучення було покладено на музикантів-інструменталістів.